# Liga Premier de Baréin
La Liga Premier de Baréin es el torneo de fútbol de máxima categoría en Baréin, es organizado por la Federación de Fútbol de Baréin.

## Historia
La primera edición se celebró en 1956. La disputaron 19 equipos, que se enfrentaron entre ellos a una sola vuelta. En el año 2009 la liga se dividió en dos: la nueva Premier League (10 equipos) y una segunda división de 9 equipos.
El campeón y subcampeón de la liga se clasifican directamente para la Copa de la AFC.

## Equipos en la temporada 2024-25

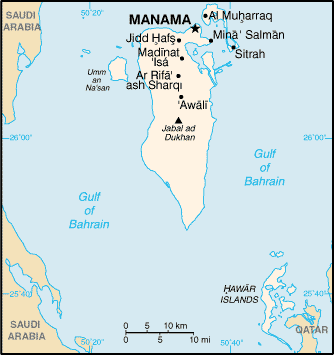
Baréin.

| Club        | Ciudad      | Estadio                 |
| ----------- | ----------- | ----------------------- |
| A'Ali       | A'Ali       |                         |
| Al-Ahli     | Manama      | Al-Ahli                 |
| Al-Khaldiya | Hamad Town  | Nacional                |
| Al-Muharraq | Al Muharraq | Al Muharraq             |
| Al-Najma    | Manama      | Varios estadios         |
| Al-Riffa    | Riffa       | Nacional                |
| Al-Shabab   | Manama      | Nacional                |
| Bahrain SC  | Al Muharraq | Al Muharraq             |
| East Riffa  | Riffa       | Nacional                |
| Malkiya     | Al-Malikiya | Ciudad Deportiva Califa |
| Manama      | Manama      | Nacional                |
| Sitra       | Sitrah      | Nacional                |

## Historial
- 1956-57: Muharraq Club
- 1957-58: Muharraq Club
- 1958-59: Al-Nasr
- 1959-60: Muharraq Club
- 1960-61: Muharraq Club
- 1961-62: Muharraq Club
- 1962-63: Muharraq Club
- 1963-64: Muharraq Club
- 1964-65: Muharraq Club
- 1965-66: Muharraq Club
- 1966-67: Muharraq Club
- 1967-68: Bahrain Club
- 1968-69: Al Ahli Club
- 1969-70: Muharraq Club
- 1970-71: Muharraq Club
- 1971-72: Al Ahli Club
- 1972-73: Muharraq Club
- 1973-74: Muharraq Club
- 1974-75: Arabi Club
- 1975-76: Muharraq Club
- 1976-77: Al Ahli Club
- 1977-78: Bahrain Club
- 1978-79: Al Hala
- 1979-80: Muharraq Club
- 1980-81: Bahrain Club
- 1981-82: Al-Riffa SC
- 1982-83: Muharraq Club
- 1983-84: Muharraq Club
- 1984-85: Bahrain Club
- 1985-86: Muharraq Club
- 1986-87: Al-Riffa SC
- 1987-88: Muharraq Club
- 1988-89: Bahrain Club
- 1989-90: Al-Riffa SC
- 1990-91: Muharraq Club
- 1991-92: Muharraq Club
- 1992-93: Al-Riffa SC
- 1993-94: East Riffa Club
- 1994-95: Muharraq Club
- 1995-96: Al Ahli Club
- 1996-97: Al-Riffa SC
- 1997-98: Al-Riffa SC
- 1998-99: Muharraq Club
- 1999-00: Al-Riffa SC
- 2000-01: Muharraq Club
- 2001-02: Muharraq Club
- 2002-03: Al-Riffa SC
- 2003-04: Muharraq Club
- 2004-05: Al-Riffa SC
- 2005-06: Muharraq Club
- 2006-07: Muharraq Club
- 2007-08: Muharraq Club
- 2008-09: Muharraq Club
- 2009-10: Al-Ahli Club
- 2010-11: Muharraq Club
- 2011-12: Al-Riffa SC
- 2012-13: Busaiteen Club
- 2013-14: Al-Riffa SC
- 2014-15: Muharraq Club
- 2015-16: Al-Hidd SCC
- 2016-17: Malkiya Club
- 2017-18: Muharraq Club
- 2018-19: Al-Riffa SC
- 2019-20: Al-Hidd SCC
- 2020-21: Al-Riffa SC
- 2021-22: Al-Riffa SC
- 2022-23: Al-Khaldiya SC
- 2023-24: Al-Khaldiya SC
- 2024-25: Muharraq Club

## Títulos por club
| Club           | Campeón | Años campeón |
| -------------- | ------- | --- |
| Muharraq Club  | 35      | 1957, 1958, 1960, 1961, 1962, 1963, 1964, 1965, 1966, 1967, 1970, 1971, 1973, 1974, 1976, 1980, 1983, 1984, 1986, 1988, 1991, 1992, 1995, 1999, 2001, 2002, 2004, 2006, 2007, 2008, 2009, 2011, 2015, 2018, 2025 |
| Al-Riffa SC    | 14      | 1982, 1987, 1990, 1993, 1997, 1998, 2000, 2003, 2005, 2012, 2014, 2019, 2021, 2022 |
| Bahrain SC     | 5       | 1968, 1978, 1981, 1985, 1989 |
| Al-Ahli Club   | 5       | 1969, 1972, 1977, 1996, 2010 |
| Al-Hidd SCC    | 2       | 2016, 2020 |
| Al-Khaldiya SC | 2       | 2023, 2024 |
| Arabi Club †   | 1       | 1975 |
| Al Hala SC     | 1       | 1979 |
| Al-Nasr †      | 1       | 1959 |
| East Riffa SCC | 1       | 1994 |
| Busaiteen Club | 1       | 2013 |
| Malkiya SCC    | 1       | 2017 |

- † Equipo desaparecido.

## Máximos goleadores
| Año     | Best scorers                                | Team                      | Goles |
| 2010–11 | Diego Abdulrahman Mubarak                   | Al-Ahli Club Al-Riffa SC  | 13    |
| 2014-15 | Ismail Abdul-Latif                          | Muharraq Club             | 16    |
| 2015-16 | Mohammad Saad Al-Rumaihi Ismail Abdul-Latif | Al Hidd SCC Muharraq Club | 17    |
| 2016-17 | Everton                                     | Manama Club               | 11    |
| 2019-20 | Kamil Al Aswad                              | Al-Riffa SC               | 14    |
| 2020-21 | Mahdi Abduljabbar                           | Manama Club               | 12    |
| 2021-22 | Mahdi Abduljabbar                           | Manama Club               | 17    |
| 2022-23 | Mahdi Al-Humaidan                           | Al-Khaldiya SC            | 14    |
| 2023-24 | Juninho                                     | Al-Najma                  | 20    |